# Рейні-Рівер (округ)
Рейні-Рівер «Дощова річка» (англ. Rainy River District) — округ у провінції Онтаріо, Канада. Округ є переписним районом та адміністративною одиницею провінції. Найбільшим містом і адміністративним центром округу містечко Форт-Франсес. Населення — 21 564 чол. (За переписом 2006 року).

## Географія

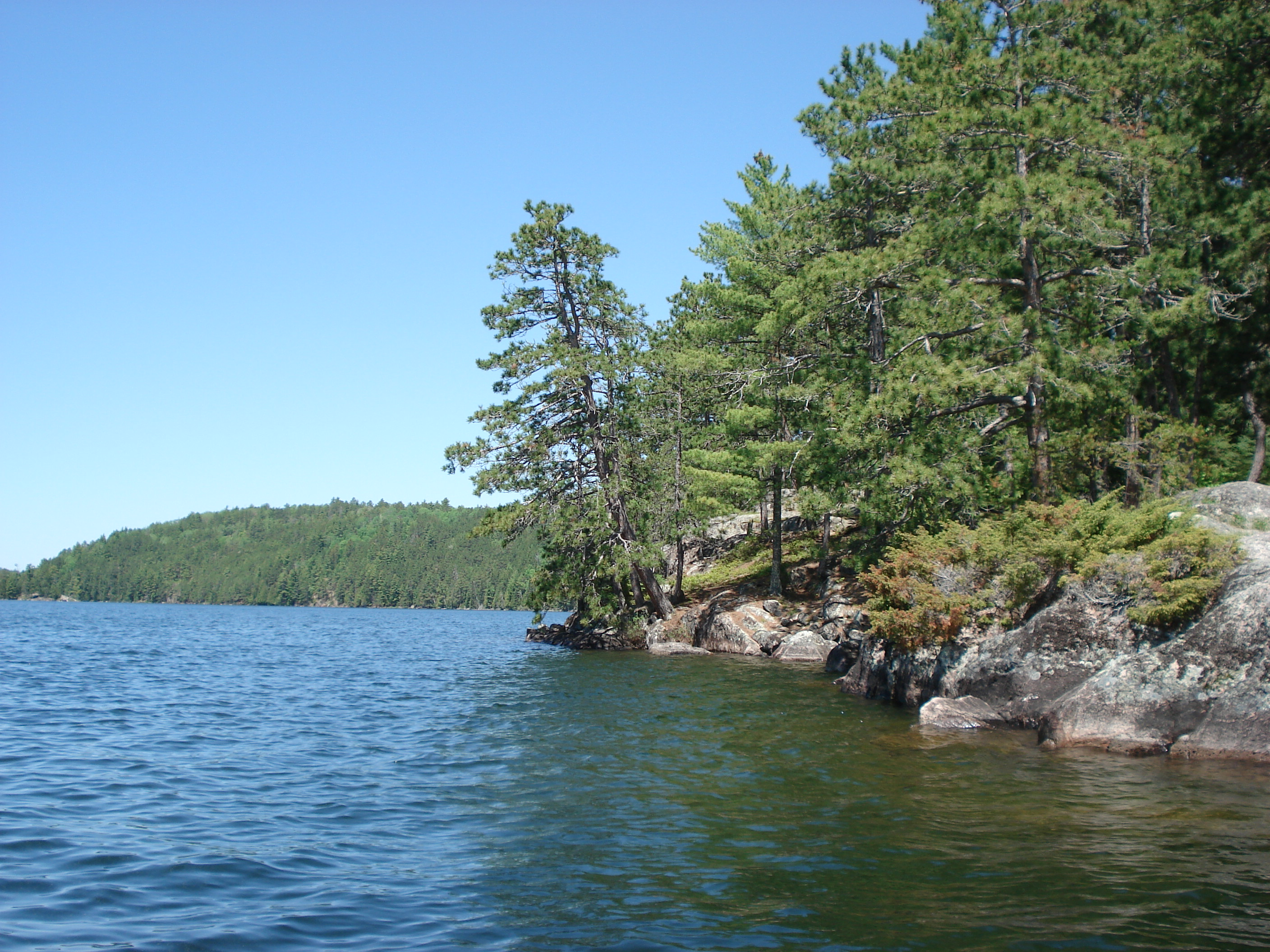
На березі озера Сара.

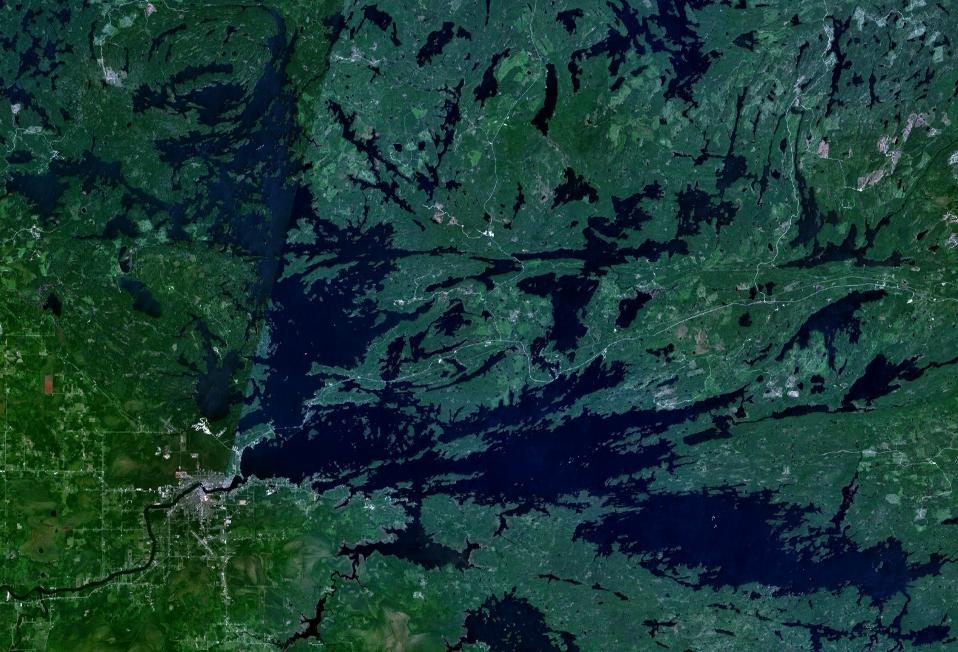
Озеро Рейні-Лейк, знімок з супутника.

Округ розташований на південному заході провінції Онтаріо, в регіоні Північне Онтаріо. На півночі Рейні-Рівер межує з округом Кенора, на сході — з округом Тандер-Бей, на півдні з округами американського штату Міннесота: Кучічінгом, Сент-Луїсом, Лейком і Куком, на південному заході — з округом Лейк-оф-Вудс (Також Міннесота); на заході омивається водами озера Лісового.

## Адміністративний поділ
До складу округу входять такі муніципальні утворення:
- 2 містечка («тауна»): Форт-Франсес и Рейні-Рівер (містечко)|Рейні-Рівер (англ. Rainy River, Ontario);

- 8 тауншіпів: Албертон (англ. Alberton, Ontario), Атікокан (англ. Atikokan), Чаппл (англ. Chapple, Ontario), Доусон (англ. Dawson, Ontario), Емо (англ. Emo, Ontario), Ла-Валлі (англ. La Vallee, Ontario), Лейк-оф-Вудс (англ. Lake of the Woods, Ontario) й Морлі (англ. Morley, Ontario);

- 1 міжселищне територія— Рейні-Ривер (англ. Unorganized Rainy River District);

- 11 індіанських територій: Едженсі 1 (англ. Agency 1, Ontario), Кучічінг (англ. Couchiching First Nation), Негуагуон-Лейк 25Д (англ. Lac La Croix First Nation), Рейні-Лейк (англ. Nigigoonsiminikaaning First Nation), Сейн-Рівер (англ. Seine River First Nation), Бег-Грассі-Рівер 35Г, Бег-Айленд-Мейнлед 93, Лонг-Солт 12, Маніту-Рапидс 11, Сабасконг-Бей 35Ц й Сег-е-Гоу-Сінг 1.

## Населення
З приблизно 12 600 жителів, що населяють округ, 10625 становлять чоловіки і 10 935 — жінки. Середній вік населення — 41,0 років (проти 39,0 років в середньому по провінції. При цьому, середній вік чоловіків становить 40,5 років, а жінок — 41,3 (аналогічні показники по Онтаріо — 38,1 і 39,9 відповідно).
На території округу зареєстровано 8585 приватних житлових приміщень, що належать 6120 сім'ям.
Переважна більшість населення говорить на англійською мовою. Поширеність інших мов невелика.
Найбільший населений пункт і адміністративний центр — Форт-Франсес — 8103 чол. (Трохи більше половини населення округу, за переписом 2006 року)
.